# Margarita Louis-Dreyfus
Margarita Louis-Dreyfus (nascida em 1 de julho de 1962) é uma empresária bilionária suíça nascida na Rússia, presidente do Louis Dreyfus Group.

## Carreira
Em 29 de agosto de 2016, Louis-Dreyfus e o prefeito de Marselha, Jean-Claude Gaudin, afirmaram durante uma coletiva de imprensa com Frank McCourt que McCourt concordou, em princípio, em comprar o clube de futebol da Ligue 1 da França, Olympique de Marseille, de propriedade de Louis-Dreyfus. O acordo de compra foi concluído por um preço informado de 45 milhões de euros em 17 de outubro de 2016.

## Vida pessoal
Em 1988, em um voo de Zurique para Londres, ela conheceu Robert Louis-Dreyfus. Eles se casaram em 1992 e tiveram três filhos. Margarita, que trabalhava para um vendedor de equipamentos de placa de circuito, tornou-se esposa e mãe em tempo integral. Ela assumiu a presidência do Grupo Louis Dreyfus em 2009, após a morte de seu marido por leucemia.
Em 2016, ela tinha um patrimônio líquido de US $ 9,5 bilhões. Ela é uma cidadã suíça que mora em Zurique com seus três filhos (Éric, nascido em 1992, e os gêmeos, Maurice e Kyril, nascidos em 1997), segundo a Forbes. Seu parceiro é Philipp Hildebrand, o ex-presidente do banco central suíço. Ela deu à luz meninas gêmeas em 21 de março de 2016.
Margarita é a prima em segundo grau, uma vez afastada (por casamento) da atriz americana Julia Louis-Dreyfus.